# الملكة ضد توماس
قضية الملكة ضد توماس محاكمة أسترالية تم البت فيها في محكمة الاستئناف الفيكتورية في 18 أغسطس في عام 2006. دارت حول إدانة جوزيف توماس في فبراير عام 2006 (الملقب بـ «جهاد جاك» في وسائل الإعلام) بتهم تتعلق بالإرهاب، وخاصةً تلقيه أموالًا من القاعدة. تمحور الاستئناف حول مقبولية اعتراف توماس الذي أدلى به أثناء استجوابه في باكستان في عام 2003. ووجدت المحكمة أن الأدلة التي كانت حاسمة لإدانة توماس غير مقبولة لأنها لم تُمنح طواعيةً. وعلى ذلك ألغت المحكمة إدانته، لكن بعد جلسات استماع أخرى في 20 كانون الأول عام 2006 تقررت إعادة محاكمته بدل حكم البراءة.

## خلفية القضية
جوزيف توماس مواطن أسترالي. غادر أستراليا وسافر جواً إلى باكستان في 23 مارس عام 2001، وعبر الحدود إلى أفغانستان براً. خلال الأشهر الثلاثة التالية زُعم أنه تدرب في معسكر الفاروق التدريبي بالقرب من مدينة قندهار قبل السفر إلى كابول في يوليو عام 2001. وعلى مدار الثمانية عشر شهراً التالية بقي توماس في عدة من البيوت الآمنة التابعة لتنظيم القاعدة، ويُزعم أنه قام بالاتصال بالعديد من مسؤولي القاعدة.
وفي 4 يناير عام 2003 قُبض على توماس من قبل مسؤولي الهجرة الباكستانيين في أحد مطارات مدينة كراتشي. من ضمن ما كان يحمله توماس كان جواز سفره الأسترالي وتذكرة طيران للسفر إلى إندونيسيا، ونحو 3800 دولاراً. تم التلاعب بجواز السفر الصادر في 19 مايو عام 1993 بقصد إخفاء تفاصيل تحركات توماس بعد مغادرته أستراليا في عام 2001. تم عصب عيني توماس ونقله إلى مكان مجهول، وهناك استجوب لمدة ساعتين من قبل رجلين باكستانيين وآخرين أمريكيين.
استُجوب توماس لعدة مرات خلال الأيام التالية قبل أن يُنقل إلى مكان آخر، وصف توماس هذا المكان بنوع ما من القصور، وهناك بقي في زنزانة صغيرة للأسبوعين التاليين واستجوب عدة مرات. في البداية أصّر على قصة ملفقة مفادها أنه طالبٌ كان مسافراً في باكستان، لكنه كشف لاحقاً عن حقيقة أنه كان على اتصال بالقاعدة في أفغانستان. وقال إنه دُفع لتغيير قصته من خلال عدة حوادث، أحدها حين قام أحد المحققين الباكستانيين بسحب طوق غطاء رأسه من أجل خنقه، ومراتٍ أُخر قال فيها المحققون إنه سيُصعق بالكهرباء ويُعدم. وفقاً لتوماس فقد قيل له إن تعاونه موضع ترحيب وإنه سيعود إلى منزله.
بعد هذين الأسبوعين كان توماس معصوب العينين ومقيّداً بالأصفاد ونُقل جواً إلى إسلام أباد، حيث بقي في الحجز. وهناك زاره ممثل قنصلي أسترالي، وقدم فيما بعد أدلة على أن توماس لم يتعرض لسوء المعاملة ولم يحرم من الطعام أو الماء. ومع ذلك فقد شهد الممثل القنصلي أن توماس وأثناء حديثه مع والديه هاتفياً قال لهما: «لن أذهب إلى كوبا» (يقصد إلى معسكر الاعتقال في خليج غوانتانامو)، ورد  مسؤول باكستاني على ذلك بالقول: «لا، هذا غير صحيح».
بين 25 ديسمبر و29 يناير قابل توماس أربع مرات أفرادًا من الشرطة الفيدرالية الأسترالية (AFP) وأعضاء من جهاز المخابرات الأمنية الأسترالي (ASIO) برفقة مسؤولين باكستانيين. خلال إحدى هذه المقابلات قال مسؤول باكستاني لتوماس: «أخبرناك أنه يجب عليك إثبات ذلك، أنك لست إرهابياً عليك أن تثبت أنك رجل بريء ولماذا تجلس هنا». نُقل توماس مرة أخرى ولكن هذه المرة إلى مدينة لاهور حيث احتُجز لمدة ثلاثة أسابيع إضافية، واستجوب من قبل مسؤولين باكستانيين ومسؤول أمريكي يُشار إليه باسم «جو». اقترح هذا الرجل أن يعود توماس إلى أفغانستان مع جهاز تسجيل بهدف الحصول على معلومات حول شخصيات القاعدة، وهو اقتراح رفضه توماس لأنه يخشى أن يُقتل. كما هدد جو توماس بأنه سيُرسل إلى أفغانستان حيث سيتعرض للتعذيب ولمّح بأنه سيرسل عملاء إلى أستراليا لاغتصاب زوجته. بعد ذلك أعيد توماس إلى إسلام أباد.
في 8 مارس قابل توماس اثنين من (AFP)، والذين قاما بترتيباتٍ خاصة مع المديرية الباكستانية للمخابرات المشتركة (ISI) لإجراء التحقيق وفقاً للقانون الأسترالي، لا سيما فيما يتعلق بمتطلبات قانون الأدلة الفيدرالي لعام 1995 وقانون الجرائم لعام 1914، بحيث يمكن جمع الأدلة المقبولة. سمحت (ISI) بذلك ولكن ضمن إطار زمني محدود للغاية، ولم تسمح لتوماس بالحصول على استشارة قانونية. وخلال هذا التحقيق أدلى توماس بعدة إفادات بتجريم الذات والتي كانت أساسية لإداناته اللاحقة وكانت مقبولية اعترافاته هي القضية المركزية في الاستئناف. في هذه الاعترافات أقرّ توماس أنه قد تلاعب بجواز سفره لإخفاء مقدار الوقت الذي قضاه في باكستان، واعترف أيضاً بأن توفيق بن عطاش وهو من كبار ضباط تنظيم القاعدة هو من أعطاه المال وتذكرة الطيران. وفي 10 مارس راسلت الشرطة الفيدرالية الأسترالية وكالة الاستخبارات الباكستانية مرة أخرى، وقد كررت متطلبات القانون الأسترالي، في إشارة إلى إن «مقبولية [سجل التحقيق] في المحاكم الأسترالية عليها اعتراض كبير».
في 6 يونيو عام 2003 أُطلق سراح توماس من الحجز الباكستاني وتم ترحيله إلى أستراليا. وقضى هناك نحو عام ونصف مع أسرته في ضاحية ويريبي في فيكتوريا، قبل أن يُقبض عليه مجدداً من قبل الشرطة الفيدرالية الأسترالية في 18 نوفمبر عام 2004، حيث وجهت إليه عدة تهم فيدرالية من بينها تهمة حيازة جواز سفر مزور (جريمة بموجب قانون الجوازات لعام 1938)، وتهمة تلقي أموال من منظمة إرهابية وتهمتين حول توفير الموارد لمنظمة إرهابية (جرائم بموجب قانون العقوبات لعام 1995).

## المحاكمة
جرت محاكمة توماس في محكمة فيكتوريا العليا. وقد أدين في 26 فبراير بتهمة تزوير جواز السفر وتهمة تلقي الأموال (وتمت تبرئته من تهمة التمويل). وحُكم عليه في وقت لاحق في 31 مارس بالسجن لمدة خمس سنوات مع عدم الإفراج المشروط لمدة عامين.
فيما يتعلق بمقبولية سجل تحقيق 8 مارس، وجّه قاضي المحاكمة (القاضي كامنز) هيئة المحلفين بما يلي:
«عادة، فإن فشل الشخص الذي يجري التحقيق معه في الاستفادة من حقه في الوصول القانوني سيكون مشكلة عند قبول تحقيق لاحق، ومع ذلك فهذا ليس أمرًا حتمياً أو مستحيلًا أيضًا، فالمشتبه به كان له الحق في إتمام التحقيق دون حقوقه القانونية، وكان يحق له التزام الصمت وانتظار المساعدة القانونية أو التجاوب من أجل العودة النهائية إلى أستراليا، إنكار هذه الخيارات هو تحريف للقانون».
قال القاضي في تقييمه إن من حققوا مع توماس من الشرطة الفيدرالية الأسترالية قد تصرفوا «بشكل عادل ومناسب»، ولم يحاولوا استخدام افتقار توماس للتمثيل القانوني لصالحهم.
وقد خلُص قاضي المحاكمة أيضاً إلى أن توماس قد أبلغ بشكل مناسب بأن له الحق في الصمت، ولم يحثه ضباط الشرطة على المشاركة في التحقيق عن طريق عرض الإعادة إلى الوطن أو أي مكافأة أخرى. في النهاية قرر القاضي أن توماس قد شارك طوعاً في التحقيق، وأنه بناءً على هذه الظروف يجب ألا يؤدي افتقار توماس إلى المشورة القانونية إلى جعل سجل التحقيق غير مقبول.

## الحجج
جادل مستشار الملكة ليكس لاسري نيابة عن توماس بأن قاضي المحاكمة قد ارتكب عدة أخطاء قانونية:
1. كان ينبغي على قاضي المحاكمة أن يجد أن تحقيق 8 مارس لم يكن طوعياً وبالتالي غير مقبول.
2. وحتى لو كان الأمر طوعياً، كان ينبغي على قاضي المحاكمة استبعاده بكل الأحوال على أساس العدالة أو السياسة العامة.

أثيرت أيضاً عدة أمور أخرى فيما يتعلق بأجزاء معينة من الأدلة (على وجه التحديد فيما يتعلق بشهادة يحيى جوبا أحد أعضاء مجموعة البافالو الستة)، ولكن هذه المسائل كان لها تأثير ضئيل على النتيجة النهائية للقضية، أما الحجة المركزية التي أثيرت هي أنه فيما يتعلق بجميع الظروف لم يكن لدى توماس في الواقع خيار عملي للتحدث أو عدمه.
كانت الحجة الرئيسية الأخرى حجة بديلة، وهي أنه إذا قررت المحكمة أن التحقيقات كانت في الواقع طوعية، فلا ينبغي قبولها على أي حال على أساس أن ذلك سيكون غير عادل، نظراً لعوامل منها عدم حصول توماس على استشارة قانونية حتى عندما كان لديه الحق في الحصول عليها، وضعفه في هذه الظروف، و«تلوث سجل الاستجواب من قبل الفريق المشترك السابق، واستخدامهم المحتمل أو الفعلي لوسائل ضغط لتذكير المتهم بإجاباته السابقة».
سعى طرفان آخران إلى المشاركة في القضية بصفة صديقين وهما منظمة العفو الدولية (يمثلها قاضي المحكمة الفيدرالية السابقة رون ميركل)، ومجموعة الدفاع عن حقوق الإنسان في فيكتوريا، وهي مركز موارد قانون حقوق الإنسان. ومع ذلك فقد تم رفض كلا الطلبين، وهذا لأنهم لم يتمكنوا من مساعدة المحكمة ولأن تقاريرهم التي قدمت كانت متضمنة بشكل كبير في التقارير التي قدمها لاسري سابقاً.

## الحكم
في قرار بالإجماع، قرر القضاة الثلاثة السماح بالاستئناف (وبشكل أكثر تحديداً وجوب منح الإذن بالاستئناف وسماع الطعن والسماح به فوراً)، وهذا على أساس أن مقابلة 8 مارس عام 2003 لم تكن طوعية ولهذا فهي غير مقبولة، ومن خلال هذا الاعتراف فقد ارتكب قاضي المحاكمة خطأ قانونياً أسفر عن عدم إحقاق الحق.